# Ambrogio Bollati
Ambrogio Bollati, italijanski general, * 26. november 1871, Milano, † 26. marec 1950, Rim.